# قمار (فیلم ۱۹۸۸)
«قمار» (انگلیسی: The Gamble (1988 film)) فیلمی در ژانر کمدی است که در سال ۱۹۸۸ منتشر شد. از بازیگران آن می‌توان به متیو موداین، فی داناوی، جنیفر بیلز، کرین کلری، و ایان بانن اشاره کرد.